# 大苞漏斗苣苔
大苞漏斗苣苔（学名：Didissandra begoniifolia）为苦苣苔科漏斗苣苔属下的一个种。其种加词“begoniifolia”意为“叶形似秋海棠属植物的”。